# What’s My Name?
What’s My Name? ist ein Lied der barbadischen Sängerin Rihanna im Duett mit dem kanadischen Rapper Drake. Es wurde von Ester Dean, Stargate und Tracy Hale geschrieben und von Stargate produziert. Das Lied wurde am 29. Oktober 2010 als zweite Single von Rihannas fünftem Album Loud veröffentlicht.

## Hintergrund

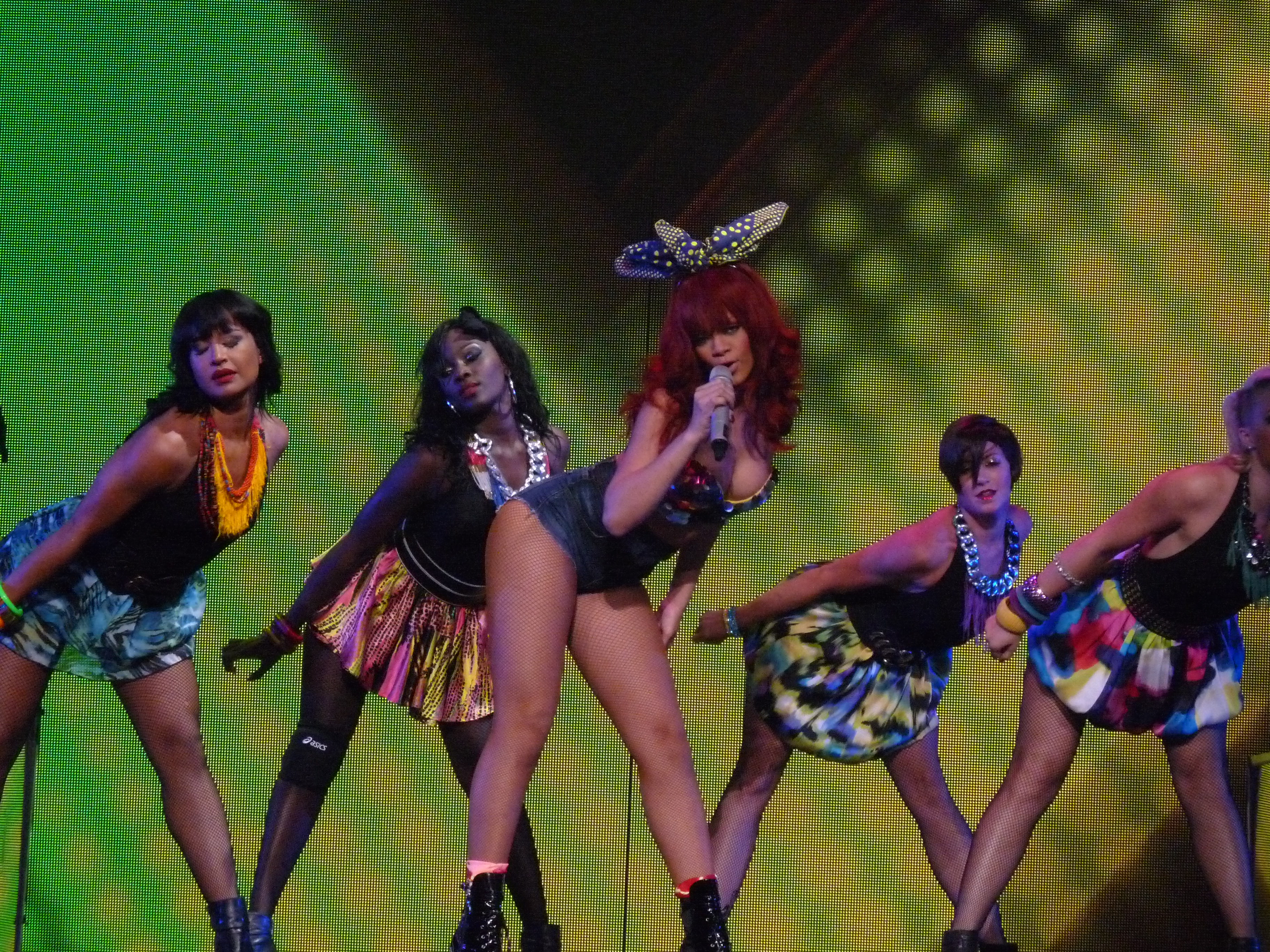
Rihanna singt „What’s My Name?“ auf ihrer Loud Tour in Sunrise, Florida am 14. Juli 2011.

Drakes Beteiligung am Stück geht auf einen direkten Wunsch von Rihanna zurück. In einem Artikel des Magazins Billboard heißt es dazu: “Drake is the hottest rapper out right now and we’ve always been trying to work together,” she [Rihanna] said. “He’s the only person I thought could really understand the melody of the song, and the minute he heard it he said, ‘I know exactly what I’m going to do. I love it.’ And he did it like three days later.”
Das Lied wurde vom norwegischen Produzentenduo Stargate, Ester Dean, Traci Hale und Aubrey Graham geschrieben und behandelt Themen wie „Sex und Romanze“. In einem Interview mit HitQuarters erklärte Hale, dass Dean sich um die Melodie kümmerte. Dean involvierte Hale in den Prozess, so beteiligte er sich am Liedtext zu What’s My Name? und weiteren Liedern im Album Loud. In dem Interview sagte Hale: „My contribution was mostly lyrical, Ester did most of the melody. It’s really group effort though – so it’s hard to say the formula on some songs because Stargate does their part, Ester does her part, I put in what I put in – no one does just one thing.“ Zu Inspiration des Liedes sagte Hale: „Oh love, love, love! And it’s sexy – it started as a real sexy track and then you put something sexy over it.“ Mit dem Erfolg des Liedes begann Hales Karriere als Songwriter.

## Musikvideo
Rihanna drehte das Musikvideo am 26. September 2010 in den Straßen von New York City. Die Regie übernahm Philip Andelman. Die Szenen mit Drake wurden am 27. Oktober 2010 gedreht.
Das Musikvideo hatte seine Premiere am 12. November 2010 auf Rihannas Vevo Kanal auf YouTube.
Das Musikvideo beginnt mit einer Aussicht über New York City, dann folgt die erste Szene, wo Drake in einem Geschäft mit dem Kassierer spricht. Rihanna kommt anschließend in Geschäft und bekommt sofort Drakes Aufmerksamkeit. Sie lächelt ihn an und geht zu einem Kühlraum, wo sie eine Milchpackung holt. Drake folgt ihr und beginnt zu rappen. Er hält ihre Hand, dabei lässt sie die Milchpackung auf den Boden fallen, welcher von der Milch nass wird. Als Drake aufhört zu rappen, schubst Rihanna ihn und geht mit einem Lächeln im Gesicht weg.
Als Nächstes fängt Rihanna an zu singen, sie geht durch die Straße und tanzt dabei. Passanten haben Schlaginstrumente und spielen zum Lied, währenddessen werden Szenen gezeigt, wo Rihanna und Drake zusammen in einem Schlafzimmer sind, miteinander flirten und Champagne trinken. Die letzte Szene des Musikvideos zeigt Rihanna auf einer Reggae-inspirierten Nachtparty in einer Gasse. Alle Leute die an der Party mitwirken haben wieder Schlaginstrumente und spielen zum Lied, sie bilden einen Kreis. In der Mitte des Kreises befindet sich ein Lagerfeuer und Rihanna die für das Publikum singt und tanzt. Das Musikvideo endet mit einem Kuss von Drake auf Rihannas Backe in ihrem Schlafzimmer.

## Liveauftritte
Rihanna trug das Lied erstmals am 30. Oktober 2010 (ohne Drake) bei Saturday Night Live vor. Während des Auftrittes trug sie einen BH, welches mit dem von Rihannas Freundin Katy Perry verglichen wurde. Am 15. November 2010, vor der Album Veröffentlichung, sang Rihanna What’s My Name? für MTVs The Seven, Live am Times Square in New York City. Einen Tag später am 16. November 2010 sang Rihanna das Lied in der The Late Show with David Letterman. Am 17. November 2010 gab Rihanna bei Good Morning America einen Interview und sang anschließend das Lied. Bei den American Music Awards 2010 am 21. November 2010 sang Rihanna das Lied in einem Medley mit ihren Hits Love the Way You Lie (Part II), What's My Name? und Only Girl (In the World). Im Vereinigten Königreich trat Rihanna am 11. Dezember 2010 wieder im Finale, der siebten Staffel von The X Factor auf, zuerst sang sie ihren Hit Unfaithful zusammen mit dem Finalisten Matt Cardle, später folgte ein Solo-Auftritt von What's My Name?. Das Finale sahen über 15 Millionen Zuschauer und mehrere Tausend Personen beschwerten sich einen Tag später beim Sender über die provokativen Kleider und Outfitwahl von Rihanna und über ihren sexuellen Auftritt. Vivienne Patterson, Chefin von Mediawatch UK, sagte: „Ich denke Rihanna hat mit ihren Outfit und ihrer Kleiderwahl nicht übertrieben, es war noch im angemessenen Bereich.“ Die britische TV-Firma Ofcom erklärte später, dass sie die Auftritte von Rihanna und Christina Aguilera beim Finale von The X Factor untersuchen und analysieren wolle. Rihanna sang das Lied bei der Grammy-Verleihung 2011 am 13. Februar 2011 das erste Mal zusammen mit Drake. Sie sang das Lied in einem Medley mit Only Girl (In the World) und S&M Live bei den Brit Awards 2011 am 15. Februar 2011. Rihanna sang das Lied auch am 20. Februar 2011 mit Drake beim NBA All Star Game in einem Medley mit Umbrella / Only Girl (In the World) / Rude Boy und All of the Lights (mit Kanye West). Rihanna nahm das Lied auch auf die Setlist zum australischen Teil ihrer Last Girl on Earth Tour, wo sie das Lied im März und April 2011 sang. Auf ihrer Loud Tour im Sommer 2011 wird Rihanna What's My Name? bei jeden Konzert singen. Im Mai 2011 sang Rihanna What's My Name? bei NBCs Today Show, als Teil deren Sommer Konzerte in einem Medley mit Only Girl (In the World), S&M und California King Bed.

## Rezeption

### Rezensionen
Musikkritiker nahmen das Lied positiv auf. Jocelyn Vena von MTV beschrieb es als „sassy“ und „all about sex and love“, außerdem lobte sie Drakes Strophe und den Refrain. Bill Lamb von About.com gab dem Lied eine positive Rückmeldung und sagte: „it does seem like another effortless hit on Rihanna’s hands. This one glides along as perfect romantic ear candy.“

### Chartplatzierungen
Kurz Nachdem das Lied im US-amerikanischen Radio veröffentlicht worden war, debütierte es in den US-amerikanischen Billboard Hot 100 auf Platz 83 und in der dritten Woche sprang das Lied, nachdem es digital veröffentlicht worden war, auf Platz 1 der Billboard Hot 100. Somit wurde das Lied Rihannas achter Nummer-eins-Hit und Drakes erster. What’s My Name? erreichte noch eher Platz 1, bevor die erste Single des Albums Only Girl (In the World) zwei Wochen später Platz 1 erreichte. In derselben Woche erreichte das Lied auch Platz 2 der Hot Digital Songs Charts, mit Verkäufen von 235.000 Einheiten in der ersten Woche. Rihanna wurde die erste überhaupt, welche in der Billboard Hot 100 Geschichte mit der zweiten Single Platz 1 erreichte, noch bevor die erste Single Platz 1 erreichte (Auf What’s My Name? folgte Only Girl (In the World)). Rihanna wurde auch die erste, welche drei Nummer-eins-Hits in einem Jahr feiern konnte, nachdem ihr dies zuvor bereits 2008 gelang, damals mit den Singles Take a Bow, Disturbia und mit T.I. beim Lied Live Your Life. Schon in der siebten Woche nach seiner Veröffentlichung hat sich das Lied in den USA über eine Million Mal verkauft. Bis Heute hat sich das Lied in den Vereinigten Staaten über 3 Millionen Mal verkauft und wurde somit in den USA dreimal mit einer Platin-Schallplatte geehrt.
Im Vereinigten Königreich debütierte What’s My Name? nach der Veröffentlichung von Loud am 27. November 2010 auf Platz 18 der britischen Charts. In der Woche zum 5. Dezember 2010 erreichte das Lied in den Charts Platz 8 und in derselben Woche hatte Rihanna in den britischen Charts auch zwei weitere Top-Ten-Hits, mit Only Girl (In the World) auf Platz 7 und Who’s That Chick? (mit David Guetta) auf Platz 9. Damit wurde Rihanna die vierte Künstlerin überhaupt, welcher dieses Kunststück in den britischen Charts gelang. Am 19. Dezember 2010 erreichte das Lied Platz 2, wo es drei Wochen blieb, bevor das Lied am 9. Januar 2011 Platz 1 erreichte. Damit wurde Rihanna die erste Künstlerin überhaupt, welche in fünf Jahren fünf Nummer-eins-Hits in den britischen Charts feiern konnte, zuvor gelang dies nur noch Elvis Presley zwischen 1959 und 1963. Zusätzlich kam es das zweite Mal in Rihannas Karriere dazu, dass sie die britischen Singlecharts und die Albencharts anführte, das erste Mal gelang ihr dies im Mai 2007, als Umbrella und Good Girl Gone Bad gleichzeitig auf Platz 1 der Single- und Albencharts waren. Bis Heute ist es auch Drakes erfolgreichste Single im Vereinigten Königreich und sein erster Nummer-eins-Hit. Bis Heute hat sich What’s My Name? im Vereinigten Königreich über 800.000-mal verkauft.
| ChartsChartplatzierungen       | Höchstplatzierung | Wochen |
| ------------------------------ | ----------------- | ------ |
| Deutschland (GfK)              | 12 (14 Wo.)       | 14     |
| Österreich (Ö3)                | 13 (17 Wo.)       | 17     |
| Schweiz (IFPI)                 | 13 (22 Wo.)       | 22     |
| Vereinigtes Königreich (OCC)   | 1 (31 Wo.)        | 31     |
| Vereinigte Staaten (Billboard) | 1 (22 Wo.)        | 22     |

| ChartsJahrescharts (2010)    | Platzierung |
| ---------------------------- | ----------- |
| Vereinigtes Königreich (OCC) | 27          |

| ChartsJahrescharts (2011)      | Platzierung |
| ------------------------------ | ----------- |
| Vereinigtes Königreich (OCC)   | 49          |
| Vereinigte Staaten (Billboard) | 20          |

### Auszeichnungen für Musikverkäufe
| Land/Region                  | Auszeichnungen für Musikverkäufe (Land/Region, Auszeichnung, Verkäufe) | Verkäufe  |
| ---------------------------- | ---------------------------------------------------------------------- | --------- |
| Australien (ARIA)            | Platin                                                                 | 70.000    |
| Brasilien (PMB)              | Diamant                                                                | 250.000   |
| Dänemark (IFPI)              | Gold                                                                   | 45.000    |
| Deutschland (BVMI)           | Gold                                                                   | 150.000   |
| Frankreich (SNEP)            | —                                                                      | 42.300    |
| Italien (FIMI)               | Gold                                                                   | 15.000    |
| Neuseeland (RMNZ)            | Platin                                                                 | 15.000    |
| Schweden (IFPI)              | Platin                                                                 | 40.000    |
| Schweiz (IFPI)               | Gold                                                                   | 15.000    |
| Südkorea (KMCA)              | —                                                                      | 177.438   |
| Vereinigte Staaten (RIAA)    | 6× Platin                                                              | 6.000.000 |
| Vereinigtes Königreich (BPI) | 3× Platin                                                              | 1.800.000 |
| Insgesamt                    | 4× Gold · 12× Platin ·                                                 | 8.619.738 |

Hauptartikel: Rihanna/Auszeichnungen für Musikverkäufe